# Варзуга (село)
Ва́рзуга — село в Терском районе Мурманской области. Административный центр сельского поселения Варзуга. Известно главным образом Успенским шатровым храмом XVII века, который притягивает сюда туристов. Остальные церкви грубо искажены в советское время и требуют реставрации. Население — 363 жителя (2010).

## География
Расстояние от районного центра 140 км. Село расположено на двух берегах реки Варзуги в 22 км от её впадения в Белое море. Левая, более древняя сторона села носит название Никольской, а правая — Пречистенской, или Успенской стороны (по названиям храмов).
Включено в перечень населённых пунктов Мурманской области, подверженных угрозе лесных пожаров.

## История
Некогда Варзуга была крупнейшим селом Кольского полуострова. Одно из первых упоминаний о ней содержится в грамоте 1466 года, когда варзужанин Тимофей Ермолинич передал Соловецкому монастырю свои угодья в реке Варзуге и по морскому берегу — ловища и леса.
В ранний период существования Варзуги важную роль в жизни селения играл Соловецкий монастырь, который построил в Варзуге подворье и стал вести в реке лов сёмги. В марте 1491 года была освящена церковь во имя Николая Чудотворца — покровителя мореходов.
После падения самостоятельности Новгорода (1478) Терская земля перешла под власть Москвы. Варзуга именуется «волостью» — отдельной административной единицей, подчинённой двинскому наместнику великого князя с резиденцией в Холмогорах.

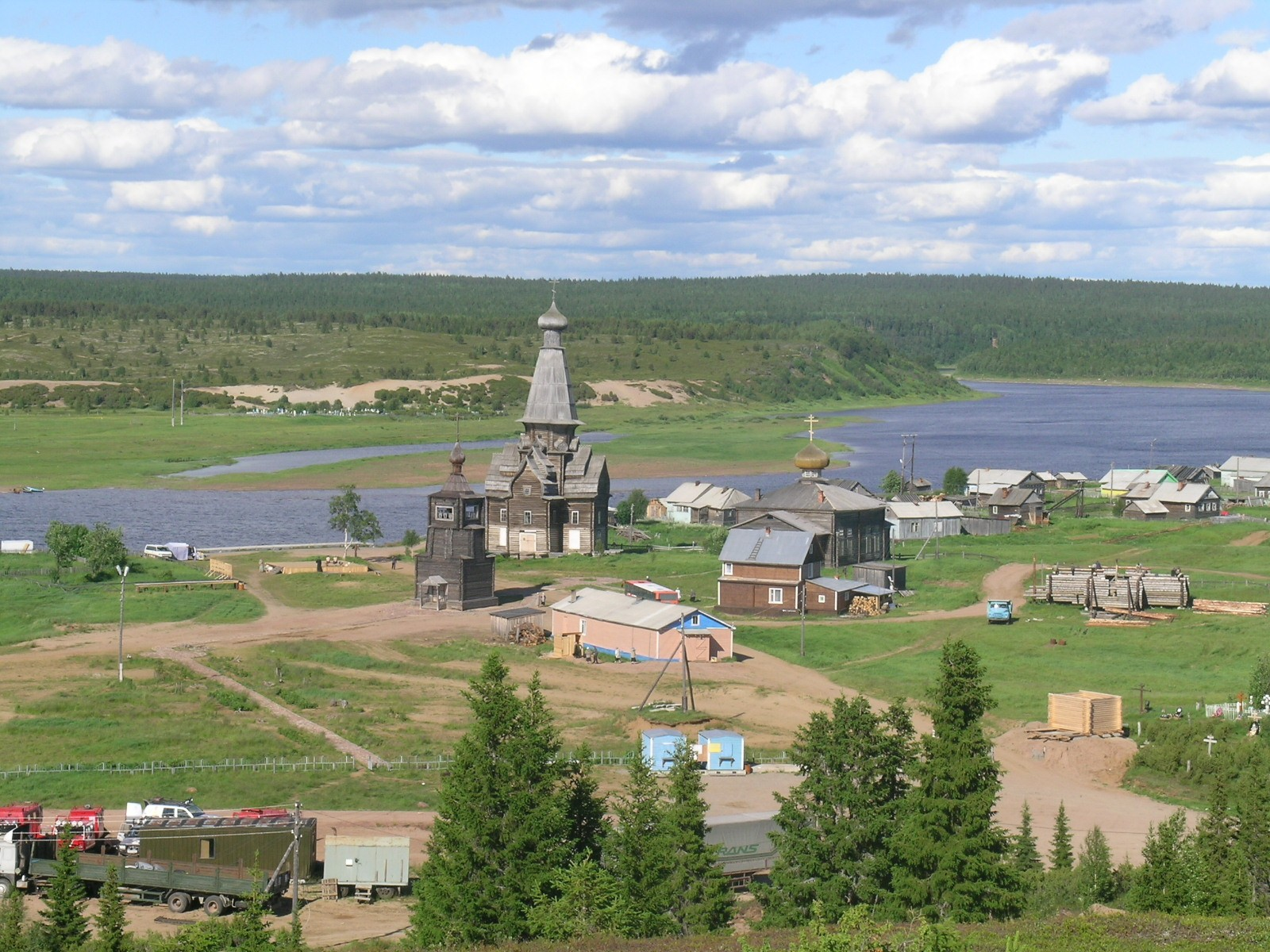
Вид на село

Подробные сведения о Варзужской волости содержатся в описи 1563 года. В государевом селе насчитывалось 167 семей в 124 дворах. По масштабам Русского Севера это — весьма многолюдное селение. Промысловые и сельскохозяйственные угодья (луки и сенные покосы) в волости находились в совместном владении местной сельской общины, церковных (Соловецкий, Николо-Корельский и Антониев-Сийский монастыри) и светских собственников.
В 1568 году селения Северо-Западного Беломорья подверглись опричному погрому, совершенному отрядом Басарги Леонтьева, Варзуга тоже не осталась в стороне. Это событие вошло в историю как «Басаргин правёж» (правёж — взыскание долгов или податей посредством мучений). Донесения о правёже не сохранилось, но результаты и последствия этого злодеяния отчётливо видны в описи села, проведённой в мае 1575 года. Спустя семь лет после «Басаргина правёжа» в Варзуге было 79 пустых дворов и 33 поросших бурьяном места, на которых до погрома стояли крестьянские дома; никем не использовались 11 семужьих тонь, а Успенская и Никольская церкви «стояли без пенья».
В 1614—1619 годах Варзужская волость стала вотчиной Соловецкого и Новоспасского монастырей, а также патриаршего дома. За пользование тонями и покосами варзужские крестьяне платили своим владельцам оброчную подать. Но Екатерина II в 1764 году своим указом ликвидировала духовные вотчины, перевела монастырских и патриарших крестьян в разряд государственных с передачей им в общинное владение всех волостных угодий. Деревня стала свободной и быстро разбогатела.
По переписи 1897 года в Варзуге насчитывалось 793 жителя, а в 1910 в селе уже проживало 1001 житель, действовали училище Министерства народного просвещения и церковно-приходская школа. В 1930 году четырнадцать семей варзужан объединились в колхоз, который назвали «Всходы коммунизма».

## Население
| 2002 | 2010 |
| ---- | ---- |
| 399  | ↘363 |

Численность населения, проживающего на территории населённого пункта, по данным Всероссийской переписи населения 2010 года составляет 363 человека, из них 191 мужчина (52,6 %) и 172 женщины (47,4 %).
В 2013 году население села составляло 371 человек.

## Экономика
Почти вся экономическая жизнь села связана с колхозом, который до сих пор носит название «Всходы коммунизма». Колхоз имеет статус рыболовецкого и занимается производством, переработкой, сбытом сельскохозяйственной и рыбной продукции. Колхоз входит в Союз рыболовецких колхозов Мурманской области (Мурманский рыбакколхозсоюз), на учёте в реестре мурманских судов состоит пять его промысловых судов: «Жемчужина», «Аметист», «Катрин», «Таврический», «Усма», и три транспортных: «Катран», «Лоухи», «Смольнинский». На них заняты 300 человек.
Новым направлением деятельности колхоза в 1990-е годы стало развитие рыболовного туризма. На реках Варзуга, Умба, Кица и других было возведено 14 спортивно-туристических лагерей для российских и иностранных туристов. Их посещают туристы из 97 стран мира, главным образом из Великобритании. Одним из известных гостей был Эрик Клэптон. Для обслуживания туристов имеется вертолёт. Колхоз внесён в единый федеральный реестр туроператоров Федерального агентства по туризму Российской Федерации (Свидетельство номер МВТ 002864).
В конце 2000-х годов колхоз решил расширить сферу любительского рыболовства и арендовал 12 озёр по всему Терскому берегу. Путёвки на отлов рыбы распространяются, в основном, среди жителей Мурманской области; наиболее популярен зимний подледный лов.
Колхоз занимается также животноводством и переработкой сельскохозяйственной продукции. В селе производится масло, колбаса. Кроме того, он осуществляет жилищное строительство в селе, в его ведении находятся детский сад и общеобразовательная школа (до 9 классов).

## Достопримечательности
- Успенская церковь (1674) расположена на правом, Пречистенском берегу реки Варзуги. Представляет собой деревянный шатровый храм, и как многие храмы Русского Севера, сооружена «без единого гвоздя». Посвящена Успению Пресвятой Богородицы. Высота основного объёма Успенской церкви 13 метров, высота всей остальной надстройки — 21 метр. Такое соотношение размеров определяется «золотым сечением». В плане здание церкви имеет вид равноконечного креста. Площадь, отведённая для молящихся, составляет 70 квадратных метров. Иконостас Успенской церкви, включавший 84 иконы, был освящён 3 августа 1677 года, спустя 3 года после окончания строительства церкви. Особый интерес представляет деревянная резьба иконостаса с многочисленными фигурками летящих ангелов. В церкви имеется расписанное потолочное перекрытие — небо. Небо Успенской церкви — единственное, сохранившееся на территории Мурманской области. Церковь, признанная памятником русского деревянного зодчества XVII века, в 1973 году была реставрирована. В ходе этой последней реставрации была обновлена вся её верхняя часть. В 1996 году храм был возвращён Русской Православной Церкви, и в нём возобновлено богослужение.

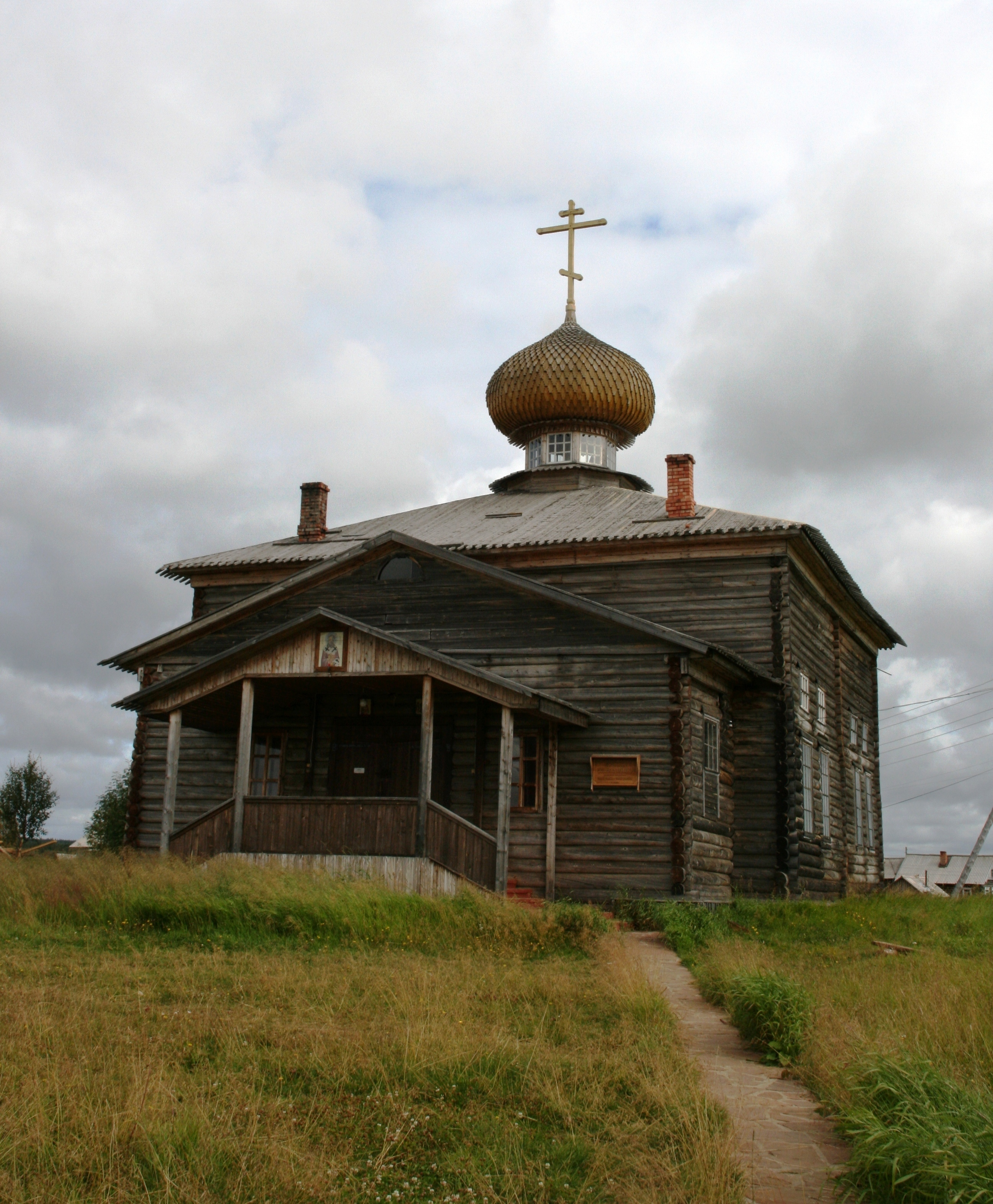
Афанасьевская церковь в Варзуге

- Афанасьевская церковь — расположена на правом, Пречистенском берегу реки Варзуги. Церковь во имя святителя Афанасия Великого основана соловецкими монахами в конце XV века. Нынешнее здание церкви возведено в 1854 году. Церковь была закрыта в 1932 году. В ней находились ясли, позже мастерская по шитью лодок, а ещё позже клуб. При этом была уничтожена глава церкви. Храм возвращён приходу и восстановлен в 1999 году. Второй престол церкви посвящён преподобным Зосиме и Савватию, Соловецким чудотворцам. В храме проводятся регулярные богослужения.
- Колокольня — расположена на правом, Пречистенском берегу реки Варзуги. Колокольня Успенского комплекса была построена одновременно с Успенской церковью. Фотографии сохранили её внешний облик: на четверик поставлен шестерик, завершённый шатром. Колокольня была разрушена в 1939 году. Новая колокольня была выстроена к 1 августа 2001 года. К храмовому празднику села — Успению Пресвятой Богородицы (15/28 августа) — были подняты на звонницу новые колокола, отлитые на Урале. Звонница имеет семь колоколов и два титановых била, воспроизводящих звучание колоколов в 2000 пудов и 300 пудов (32 тонны и 4,8 тонны соответственно). Новая колокольня возведена не в том же виде и не на том же месте, что и старая, причём при её строительстве применён нетрадиционный для русского зодчества приём: четверик поставлен на восьмерик.
- Церковь Николая Чудотворца — расположена на левом, Никольском берегу реки Варзуги. Первой приходской церковью Варзуги, «состоявшей под владением монастыря», как пишет архимандрит Досифей в своём «Описании Соловецкого монастыря» 1836 года, стал храм во имя Святого Чудотворца Николая с приделом Успения Пресвятой Богородицы. Местный краевед И. Ф. Ушаков пишет, что Никольская церковь была первым православным храмом на Кольском полуострове. Нынешнее здание церкви построено, предположительно, в XVIII веке. В советское время храм был закрыт, с него снесены все семь глав. С 30-х годов XX века он используется как колхозный магазин, причём вход в него прорублен через алтарь. В память о храме с западной стороны установлена икона Святого Николая.
- Петропавловская церковь — Церковь во имя Святых апостолов Петра и Павла построена в 1864 году и продолжала действовать в советское время дольше других церквей. Как и другие церкви села, в советское время была обезглавлена. Ныне возвращена Церкви, в ней по церковным праздникам проводятся богослужения.
- Святой источник равноапостольного князя Владимира — располагается в лесу, в 2-3 км от Варзуги.

## Культура и быт варзужан
Основным источником доходов местного населения во все времена были продажа сёмги, вылавливаемой в реке Варзуге. Кроме того, большое значение имел также «торосовый» (бой тюленя) и рыбный промыслы. В прошлом веке в селе Варзуге также существовала добыча жемчуга из раковин, водившихся как в Варзуге, так и в других реках. Кроме того, жители деревни занимались и скотоводством: разводили крупный рогатый скот, а также овец, лошадей и оленей. Растениеводство из-за сурового климата было развито плохо. Жители села сами строили свои дома, делали кирпич и клали из него печи. Мужчины строили («шили») лодки, женщины пряли и ткали. Также Варзуга остаётся одним из немногих мест, где хранится поморский устный фольклор.
Козули — это игрушки из теста, фигурки оленей, бычков, коровок, козликов, птичек, тюленей, изготовленные из ржаного теста. Пекли раньше козули в Рождество, перед Новым годом, на праздник Коляды. Пекут их и сейчас на рождение ребёнка, на свадьбу, новоселье. Козули сразу не съедаются и не выкидываются, считается, что они охраняют дом от чужих духов.

## Известные уроженцы и жители
- Митрофан (Баданин): будущий митрополит на заре своего поприща служил священником Успенской церкви.
- Ефименко, Александра Яковлевна[7][8] (1848—1918) — историк, этнограф.
- Коренева, Любовь Александровна[8] — педагог, профессор, заслуженный учитель России (1999).
- Мошникова, Александра Капитоновна[8] (1905—1992) — исполнительница поморских песен, руководитель Варзужского народного хора, заслуженный работник культуры РСФСР (1980).
- Ригин, Илья Алексеевич (род. 1986) — российский актёр театра и кино.